# جميل قشطة
جميل قشطة هو من مواليد فلسطين-فلسطيني الجنسية- سافر إلى العراق أواخر الأربعينات وعاش في بغداد ويُعتبر من جيل المطربين الذين ظهروا آواخر الخمسينات في بغداد وبرزوا في أوائل الستينات ونال حظًا جيدًا من الشهرة فظل في الذاكرة الشعبية وقتًا طويلاً.
تميّزت أغانيه بالنكهة البغدادية والعربية الأصيلة وبأدائه المتميز بالهدوء ورخامة الصوت وقدّم عددًا من الأغاني في تلفزيون بغداد في أواسط الستينات ومن خلال إذاعة بغداد. أدى عددًا من الأغاني العاطفية والوطنية والقومية مثل «سَمعْني كِلمة حِلوة» و«كلمة مَليانه حَنان» و «حلفلك بالعين ما أنسى الأثنين» و«لاأنسى الأيام حتى لو سنتين» و«أتذكر غرامك» و«عذوبة كلامك» و«أول بسمتين» وجميعها من ألحان الفريد جورج. وأشهر أغنياته وهي «أول ماجيتك» «زينه يابدوية» «اسهر ليالي» «يلوموني بهواك» «قلبك ياغالي ماحن وصفالي» كما غنى أنشودة «الثورة العربية» من كلمات محمد راضي جعفر وألحان سالم حسين. يقول عنه الملحّن محسن فرحان : «كان جميل قشطة يملك طريقة أداءً جميلة متمكنًا من غناء الأغاني العربية. اتجه إلى هندسة الصوت والإخراج الموسيقي وكان بارعًا فيها فساهم في الإخراج الموسيقي لعشرات الأغاني العراقية. رحم الله أبا غسان فقد كان متفانيًا ومخلصًا في عمله». الملحّن سرور ماجد يقول: «ما زلت أذكرُ وجهه وملامحه جيدًا خاصة بروز عضام وجنتيه وعينيه الصغيرتين الغائرتين وبدنه الضعيف نسبيًا. أدى عددًا من الأغاني العاطفية والوطنية. عايشته لفترة من الزمن في أواخر أيامه قبل أن يغادر العراق حيث أصبح مخرجاً موسيقياً واعتزل الغناء. كنت أمازحه دوماً. يملك أذناً موسيقيّة لا تخطئ. كما أنه درّب ابنه غسان على الإخراج الموسيقي وهو الآن من المخرجين المتميزين». السينمائي علي هادي الحسون يقول: «جميل قشطة مطرب من زمن الخمسينات وكان محبوبًا آنذاك. تولّى تعين في إحدى الوظائف الفنية في الإذاعة العراقية وكانت أغانيه تميل إلى اللهجة البدوية. «ما اتقلي رايح وين» تُعتبر قمة أغانيه ويطلبها المستمعون كثيراً. لدى قيام الاتحاد بين العراق والأردن غنى العديد من الأغاني الوطنية التي تبارك وحدة العراق والأردن لكنه بعد قيام ثورة تموز 1958 اختفى بسبب الاضطهاد الذي عاناه من جراء تلك الأغاني التي تشيد بالاتحاد الهاشمي. يملك نبرة قوية وبحة جميلة ويحمل تطريباً. في الستينات كنت ألتقيه في مقهى حسن كيتاوي في الباب الشرقي وكان مقهى خاصًا بالموسيقيين والسينمائيين. كان جميل أنيقاً طويل القامة نحيف الجسد وأذكر أن صوره كانت موجودة في استديو تصوير قرب جسر الأحرار في الصالحية». الباحث الموسيقي عبد الرحمن المعاضيدي يقول: «وصل جميل قشطة مع الفنان روحي الخماش إلى العراق عام 1948 مع عودة الوفد الموسيقي والغنائي الذي كان يقوم بمهمة الترفيه للقطعات العراقية أثناء حرب 1948 في فلسطين منح فرصة الظهور في التلفزيون في عدة أغانٍ وغالبًا ما كان يظهر على الشاشة مغنياً وعازفاً على العود». عمل في وزارة الثقافة والاعلام العراقية كمستشار فني لدى مدير دائرة الفنون الموسيقية الاستاذ علي عبد الله في اواخر التسعينات.غادر العراق في سنة 2003 إلى دولة الإمارات حيث وافاه الاجل في يوم السبت المصادف 26/10/2013 ميلادي في دولة الإمارات العربية المتحدة ودفن جثمانه هناك.